# Morten P. Meldal
Morten Peter Meldal  (Koppenhága, 1954. január 16. –) dán vegyész, a 2022-es kémiai Nobel-díj kitüntetettje, melyet Carolyn R. Bertozzilal és Karl Barry Sharpless-szel megosztva kapott a klikk-kémia és a bioortogonális kémia terén elért úttörő kutatásaikért.

## Élete
1980-ig a Dán Műszaki Egyetemen tanult. 1983-ben doktorált, majd a Cambridge-i Egyetemen volt. 1996-ban a Dán Műszaki Egyetem professzora majd 2011-ben a Koppenhágai Egyetem professzora lett.

## Fordítás
Ez a szócikk részben vagy egészben  a   Morten P. Meldal című német Wikipédia-szócikk fordításán alapul.  Az eredeti cikk szerkesztőit annak laptörténete sorolja fel. Ez a jelzés csupán a megfogalmazás eredetét és a szerzői jogokat jelzi, nem szolgál a cikkben szereplő információk forrásmegjelöléseként.